# 出島大橋
出島大橋（いずしまおおはし）は、宮城県牡鹿郡女川町尾浦と出島（いずしま）を結ぶ町道女川出島線の道路橋である。「出島架橋」の事業名で整備が進められ、取付道路を含めた総事業費は167億円。2024年（令和6年）12月19日に開通した。
出島の南西約5 kmには東北電力女川原子力発電所があり、災害時にはこの橋が避難路となる他、観光振興への活用が期待されている。
本橋は2024年度（令和6年度）の土木学会田中賞作品部門（新設）を受賞した。

## 諸元
設計条件は以下の通り。
- 道路規格：第3種第4級 （設計速度40 km/h）
- 活荷重：B活荷重
- 路線名：町道女川出島線
- 形式：鋼中路式アーチ橋
- 橋長：364.000 m
  - 支間割：(23.8 m + 34.0 m + 246.0 m + 34.0 m + 23.8 m)
  - アーチスパン：306.000 m
  - アーチライズ：55.600 m
- 幅員
  - 総幅員：8.900 m（中央径間）、7.700 m（側径間）
  - 有効幅員：6.500 m
  - 車道幅員：6.500 m
    - 車線幅員：2×2.750 m
- 床版：鋼床版
- 橋台：深礎杭基礎逆T式橋台（A1）、直接基礎逆T式橋台（A2）
- 橋脚：直接基礎壁式橋脚（P1・P2）
- 事業主体：女川町
- 発注者：宮城県東部土木事務所
- 施工：JFEエンジニアリング・橋本店・東日本コンクリート共同企業体

## 沿革
- 1979年（昭和54年）：出島架橋建設促進期成同盟会が設立[3]。
- 1987年（昭和62年）：出島架橋建設促進期成同盟会が町を挙げた組織となり、町出島架橋促進期成同盟会が設立[8]。
- 2001年（平成13年）：町出島架橋促進期成同盟会がアクセス道路整備促進期成同盟会と統合、町出島架橋・アクセス道路整備促進期成同盟会となる[8]。
- 2011年（平成23年）3月11日：東日本大震災が発生[3]。
- 2015年（平成27年）：女川町で町道女川出島線出島架橋事業が新規採択[3][8]。
- 2016年（平成28年）：宮城県道217号出島線が全線開通[8]。
- 2017年（平成29年）
  - 3月22日：道路工事安全祈願祭、着工式[3][9]。
  - 女川町と宮城県で出島架橋本体工事の協定締結[3][8]。
- 2020年（令和2年）：出島架橋本体工事の下部工現地施工着手、上部工工場製作着手[3][8]。
- 2023年（令和5年）
  - 1月22日：女川港石浜地区で出島架橋の組み立て工事が開始[10]。
  - 11月16日：橋の架設工事が完了[8][11][12][13]。
- 2024年（令和6年）
  - 9月2日：橋の名称が「出島大橋」に決定[5]。
  - 12月19日：15時開通[1][3][12]。記念としてブルーインパルスによる展示飛行が実施された[1]。